# 徐世襄宅
徐世襄宅位于中国北京市西城区地安门西大街153号，是中华民国时期徐世襄的宅邸。

## 历史
徐世襄是徐世昌的弟弟。本宅为徐世襄在北京的住宅。该宅于1989年被定为西城区文物保护单位。2003年被定为北京市文物保护单位。
该宅内存有数件圆明园遗留的汉白玉小石狮和雕花石台。2006年7月，使用该宅的北京教育网络和信息中心（原北京电化教育馆）主动向圆明园捐献了8件石刻文物：6件西洋楼景区汉白玉石雕建筑构件，2件中式建筑构件。这些石构件每个重达千斤，在文化大革命期间被拉至该宅，一直堆放在一个小院内。 

## 建筑
这所四合院大门临地安门西大街，后到前铁匠胡同，共有五进院落。大门开在院落东南角，广亮大门外设有八字影壁。大门内有影壁。大门建在高台阶上。穿过垂花门，入第二进院，有正房以及东西厢房。穿过过堂，入第三进院，有正房以及东西厢房。第四进院同第三进院一样。第五进院为一排后罩房。全部房屋由穿廊、抄手游廊、回廊相连接。